# Oncholaimus conicauda
Oncholaimus conicauda är en rundmaskart. Oncholaimus conicauda ingår i släktet Oncholaimus, och familjen Oncholaimidae. Arten är reproducerande i Sverige.